# 스포츠의 키
다음은 각각의 스포츠 경기와 키의 상관성에  관한 내용이다.
스포츠에서는 속도나 힘 등과 함께 경기의 구조상 높이가 요구되는 경기도 많다. 올림픽의 모토(motto)로도 '더 빨리(Citius), 더 높이(Altius), 보다 힘차게(Fortius)'라는 3어법이 존재한다.
특정 종목에서 키가 클수록 유리하다. 장신 선수 쪽이 유리한 경기와 그 포지션으로서, 농구의 센터, 배구의 MB·럭비의 LO등이 있다. 다만, 이들 경기에서는 장신이 아닌 선수들이 다른 포지션에서 뛸 수도 있다(농구의 PG·배구의 L·럭비의 SH등).
반대로 몸집이 작은 선수가 유리하게 되는 경기도 있으며 역도나,  기계 체조, 하프파이프 등을 예로 들 수 있다. 봅슬레이에서도 몸집이 작은 선수가 무게 중심을 낮추는데 더 유리하다는 이야기도 있다. 또, 체격면에서 핸디캡을 짊어지는 선수·팀이 분투하면서 스포츠의 묘미(매력)를 느끼는 경우도 있으며, “아이들에게도 용기를 줄 수 있다”고 생각해 매진하는 선수들도 있다.
또한 그 외에 리치나 다리가 긴 선수가 유리한 경기로는 권투 등과 신장·체격에 의한 공기저항이 생기는 경기(마라톤 등)이 있다.
신장별 경기로서 예를 들어 스포츠 댄스가 있으며, 일본 프로페셔널 댄스 경기 연맹의 B급 다이아몬드 스타 경기는 170cm 이하만을 대상으로 한다.
사춘기의 키와 운동능력의 상관관계도 있을 수 있지만, 이는 단순히 성장 차이의 요인으로 인한 것으로 간주된다. 또한 1980년대 연구에서 키의 최대 발육 연령(MIA)과 관련하여 중학생 시절에 하던 스포츠와 그 성장에는 높은 상관관계가 있다는 보고가 있다.

## 체격 우선주의
장신 선수가 유리한 농구와 같은 스포츠에서는 평균 신장이 높지 않은 나라의 경우 다른 나라의 선수에 대응할 수있는 선수 수가 적기 때문에 불리하다. JOC 주니어 올림픽 컵 핸드볼 대회처럼 남자 180cm, 여자 170cm 이상의 장신자가 바람직하다면 관할 단체가 신장 조건을 드러내는 경우도 있다. 운동능력보다 체격차를 우선하는 '체격(특히 신장) 우선주의'의 경향을 비판하는 의견은 1980년대에도 있었다.
이에 대한 해결책으로 선수 중 혼혈인을 같이 육성하는 움직임도 있다고 한다.

## 종목별 키의 관계

### 육상 경기
높이뛰기는 장신 선수가 몸의 무게 중심이 더 높기 때문에 유리하다는 의견도 있다.
100미터 달리기 등의 단거리에서는 미국 국기 칼 루이스(188cm)의 전성기에는 '장신이 유리하다'고 했으며, 그 후 모리스 그린(175cm)이 세계 기록을 갱신한 후에는 키가 작은 편이 좋다”는 이야기가 나왔다. 여자 100미터 달리기의 역대 기록 탑 10 중 160cm대의 선수도 있다.
또한, 기하학 단위계의 물리량을 바탕으로 한 경우, 속도는 신장(길이)과의 관계가 없어진다는 고찰이 있다. 그 때문에, 트랙 종목이나 마라톤 선수에 있어서는, 신장에 의한 유리·불리는 없다고 생각된다고 한다. 한편, 신장이 클수록 말단의 최고 속도가 큰 경향이 있기 때문에, 투척 경기에 있어서는, 장신이 유리하다는 의견이 있다.

### 수영
수영 경기, 특히 배영은 수영장의 벽을 걷어차 몸을 펴서 시작하기 때문에 장신이 유리하다.
하지만 헤엄치는 속도의 신장차이는 「전혀 문제가 되지 않는 정도」라고 하는 지적도 있다(2008년 와세다대학 후쿠나가 테츠오 교수).

### 스키
스키 점프에서는 1998년 동계 올림픽 뒤에 '146% 룰'(2010/2011 시즌부터는 145%)이 제정됐다. 160cm대의 선수의 경우, 기존의 룰 「신장＋80cm」비로 수cm 짧은 판을 사용해야만 했다.

### 스케이트
스피드 스케이팅에서는 코너 워크(코너 링)의 기술도 있기 때문에 일괄적으로는 말할 수 없지만, 단순하게는 다리의 길이에 스피드가 비례한다고 하는 지적도 있다. 스프린트의 시미즈 히로호는 고관절을 부드럽게 해, 스트라이드를 넓혀, 그 핸디캡을 줄였다고 한다. 반대로, 시미즈의 낮은 무게 중심에서의 움직임은 공기 저항면에서 다른 대형 선수보다 유리했다고 판단된다.

### 역도
역도는 체급별 경기로 진행된다.
역기를 올리는 에너지는 '무게×높이'라는 이야기가 있다. 각각의 신장에 대해서의 그에 알맞는 체중이 있다고 하며, 우선 신장에 맞추어 계급을 선택해, 근력을 붙이는 쪽이 기록도 향상한다고 한다.

### 축구
축구에서 키는 선수의 포지션을 결정하는 중요한 요소 중에 하나이다. 포지션별로는 골키퍼가 보통 키가 가장 크며, 수비수와 공격수, 미드필더 순서로 선수의 키가 작아지는 경항을 보인다. 이 중에서 수비수에 대해서는 일반적으로 높이가 요구되며, 골전에서의 공중볼 경합에 참여하는 센터백은 주로 장신 선수가 맡게 되지만 사이드 라인에서의 공수를 담당하는 사이드백은 몸집이 작은 선수를 배치하는 경향이 있다. 한편, 공격진의 선수로는 디에고 마라도나와 같이 키가 크지 않아도 뛰어난 능력을 가진 선수가 많이 존재한다.